# Hiroki Yamamoto
Hiroki Yamamoto (山本 大貴 Yamamoto Hiroki?), född 15 november 1991 i Kumamoto prefektur, är en japansk fotbollsspelare.
Yamamoto började sin karriär 2014 i Vegalta Sendai. 2014 blev han utlånad till Matsumoto Yamaga FC. Han gick tillbaka till Vegalta Sendai 2015. 2016 flyttade han till Matsumoto Yamaga FC. Han spelade 83 ligamatcher för klubben. 2019 flyttade han till Fagiano Okayama.